# Kromolitográfia

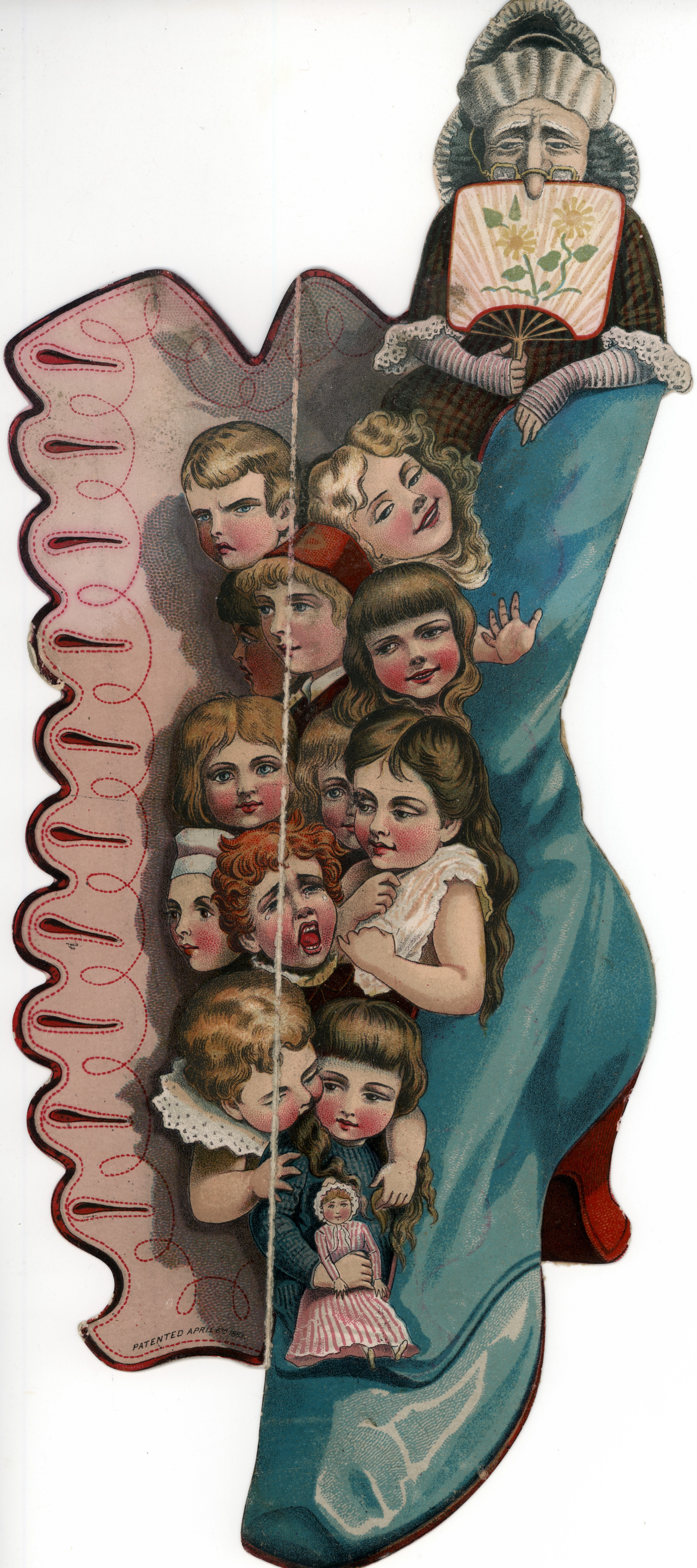
Összecsukható képeslap, The Old Woman Who Lived in A Shoe (ford: Az öreg hölgy, ki egy cipőben lakott) népszerű angol gyerekvers alapján, 1883. április 6.

A kromolitográfia a kőnyomat (litográfia) színes változata. Az eljárást az Alois Senefelder eljárását továbbfejlesztő Godefroi Engelmann találta föl 1837-ben.
Az eljáráshoz nyomólemeznek nemcsak kő, de cink- vagy alumíniumlemez is használható úgy, hogy minden színhez külön nyomólemezt készítenek. A rajzot zsíros tussal vagy krétával, kézzel rajzolják fel a kellőképp előkészített lemezre. 

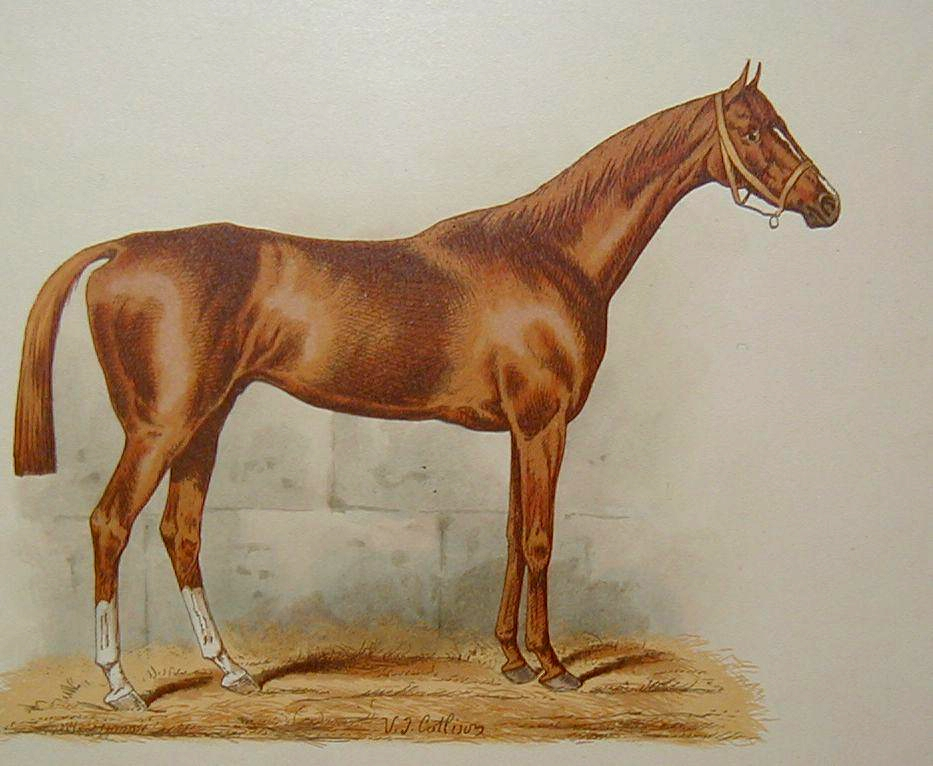
Kromolitográfia 1890.

A színes képhez rendszerint három lemezt használnak,
- piros,
- kék és
- sárga

egymásra nyomtatásával. Mivel azonban az ilyen, úgynevezett háromszínnyomással kapott képek színei nem elég élénkek, az igényesebb nyomatokhoz akár hat, nyolc, tizenkét, esetleg huszonnégy színre is szükség lehet. Az eljárás igen hosszadalmas és nagy ügyességet igényel. Emiatt a sokszínű kromolitográfiák mindig igen drágák voltak. Ezért már a 19. században kimentek a divatból, és helyettük inkább fotomechnanikus eljárásokkal sokszorosították a színes képeket. Egyes sokszorosítási feladatokra (pl. plakátkészítés) a kromolitográfia egy ideig még használatban maradt, nemkülönben a fényképező eljárások kiegészítésére is.
Annak érdekében, hogy a nyomóhengerre feszülő papír jobban átvegye a festéket a kőről, a hengert gumiköpennyel borították. Először papír nélkül gördítették rá a festékezett nyomóformára, és így a kép először a gumira került át. A következő fordulatnál a papír mindkét oldalról: a nyomóformáról és a nyomóhengerről is nyomást kapott. Megfigyelték, hogy a rugalmas gumi sokkal tisztább rajzolatot ad, mint a kő: ebből a tapasztalatból fejlődött ki később az ofszetnyomás.
A cinklapokkal nyomást külön szóval cinkográfiának, az alumíniummal nyomást pedig algráfiának nevezik.